# میرزا سید مصطفی بهبهانی
میرزا سید مصطفی بهبهانی  از سیاستمداران ایرانی بود، که در دوره پنجم به‌عنوان نماینده قوچان در مجلس شورای ملی حضور داشت.